# Coline Mattel
Pour les articles homonymes, voir Mattel (homonymie).
Coline Mattel, née le 3 novembre 1995 à Sallanches (Haute-Savoie), est une sauteuse à ski française licenciée du ski-club des Contamines-Montjoie. Lors de l'année 2009, elle obtient une médaille de bronze aux Championnats du monde juniors et la 5e place des Championnats du monde de ski nordique à seulement treize ans, en étant la plus jeune participante de ces championnats, toutes disciplines confondues. En 2011 lors des Championnats du monde, elle remporte la médaille de bronze, qui est la première médaille mondiale du saut à ski français. Lors de l'hiver 2013, Coline Mattel remporte deux épreuves de Coupe du monde, et termine troisième du classement général.
Le 11 février 2014 à Sotchi, Coline Mattel remporte la médaille de bronze du premier concours de saut à skis féminin de l'histoire des Jeux. Elle devient à 18 ans la deuxième plus jeune Française médaillée aux Jeux olympiques d'hiver après Danièle Debernard.  
Fin mars 2018, à 23 ans, et après onze années de carrière en saut à ski, Coline Mattel met un terme à sa carrière sportive. 

## Biographie
Coline Mattel est la cousine de Magda Mattel, elle a grandi dans une famille proche du milieu du ski. Elle a pratiqué dès son plus jeune âge le ski alpin, le ski de fond, le télémark (avec déjà des résultats honorables en compétition adulte à moins de 10 ans), et commence le saut à ski à sept ans. Elle choisit rapidement de se consacrer entièrement à ce sport.
Après avoir suivi par choix personnel les cours de collège par correspondance grâce au CNED, Coline Mattel suit avec un an d'avance un cursus au pôle espoir du lycée du Mont-Blanc. Après quatre ans de lycée,, elle obtient le bac S en juin 2013, avec mention « très bien » et les félicitations du jury. À la rentrée 2014, elle commence un parcours aménagé à l'université pour préparer une licence en art du spectacle.
Coline Mattel a pour objectif sportif « une médaille olympique ou un titre au Championnat du monde », : cet objectif est atteint le 11 février 2014, avec sa médaille de bronze obtenue au concours féminin des Jeux olympiques d'hiver de 2014.
Pour se concentrer, comme beaucoup d'athlètes, elle écoute de la musique, en particulier Dire Straits.

## Parcours sportif

### Débuts internationaux
Coline Mattel prend part à sa première Coupe continentale lors d'une épreuve à Schonach le 17 février 2007 en prenant la 37e place, elle a alors 11 ans, et c'est la plus jeune à avoir participé à une épreuve de Coupe continentale féminine, depuis sa création en 2004. Elle participe ensuite à onze concours de coupe continentale sans jamais se qualifier pour la deuxième manche, et ne marquant donc aucun point. Elle doit attendre le concours du 26 septembre 2008 à Oberstdorf pour marquer ses premiers points en terminant le concours à la 16e place ex æquo après avoir été 12e de la première manche.
Elle participe aux Championnats du monde juniors de Tarvisio le 17 mars 2007 en prenant la 18e place du concours féminin disputé finalement à Planica pour cause de manque de neige. En 2008 elle obtient la 31e place Championnats du monde juniors à Zakopane le 28 février.

### Saison 2008-2009
Lors de l'été 2008, elle participe à 8 concours de coupe continentale, elle se qualifie trois fois pour la seconde manche, et obtient son meilleur résultat le 4 octobre 2008 à Liberec avec une place de 12e ; lors de ce concours, elle réalise un saut de 95,5 mètres, ce qui constitue alors le record de France de saut à ski féminin, détenu jusqu'alors par Caroline Espiau depuis le 17 mars 2007.
Lors de la saison hivernale 2009, elle devient l'une des révélations du saut à ski féminin. 
Âgée de treize ans, elle obtient sa première place dans les dix premières compétitrices en Coupe continentale avec une 8e place à Dobbiaco le 21 janvier 2009. Le 6 février 2009, elle participe à ses troisièmes Championnats du monde juniors à Štrbské Pleso ; bien qu'elle soit la plus jeune de l'épreuve, elle remporte la médaille de bronze en signant la meilleure performance au premier saut, améliore son record de France avec 97,5 mètres, et termine sur le podium derrière les Allemandes Magdalena Schnurr et Anna Häfele.
Deux semaines plus tard, le 20 février 2009 accompagnée de sa compatriote Caroline Espiau, elle participe aux premiers Championnats du monde de saut à ski féminin à Liberec toujours en tant que plus jeune participante où après avoir signé le troisième saut de la première manche, elle prend finalement la 5e place.

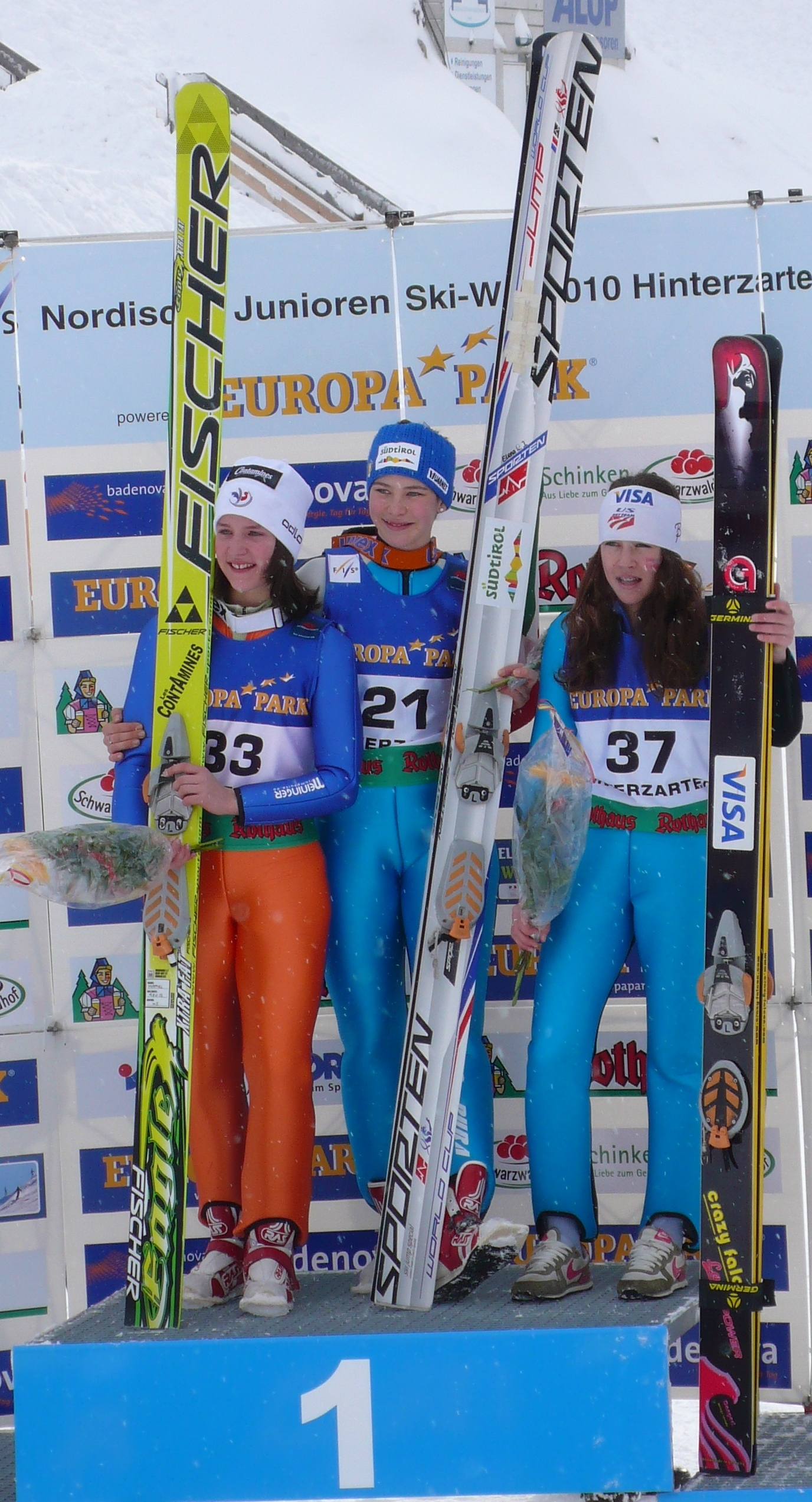
Coline Mattel sur le podium du Championnat du monde junior de saut à ski en 2010 à Hinterzarten, avec Elena Runggaldier et Sarah Hendrickson.

### Saison 2009-2010
Le début de la saison 2009-2010 en Coupe continentale n'apporte rien de remarquable à Coline Mattel, qui se situe entre le milieu et le bas de tableau dans les épreuves estivales sur tremplins en plastique. Elle ne participe pas aux premières épreuves hivernales en Finlande et Norvège. Elle se place ensuite plusieurs fois dans les dix premières, à Baiersbronn puis Schoenwald, et monte pour la première fois de sa carrière sur le podium en Coupe continentale, avec une 2e place à Schoenwald le 23 janvier 2010, devant la sauteuse alors la plus titrée en coupe continentale Anette Sagen, et battue uniquement par Daniela Iraschko qui en est alors à sa 7e victoire de la saison.
Cette deuxième place fait de Coline Mattel la favorite des Championnats du monde junior de ski nordique de Hinterzarten. Le 30 janvier 2010, elle y obtient d'ailleurs un résultat à la hauteur des attentes des observateurs, avec une médaille d'argent derrière l'Italienne Elena Runggaldier, et devant l'Américaine Sarah Hendrickson. Mattel rehausse son propre record de France avec un saut de 103,5 mètres.
La fin de saison apporte à la sportive encore des résultats parmi les meilleurs de sa toute jeune carrière, avec trois places dans les dix premières, dont une place de 4e à Ljubno le 7 février 2010, et de 5e à Villach le 14 février 2010. Elle termine à la 14e place de la Coupe Continentale 2009-2010, en n'ayant sauté que lors de 8 concours sur les 18 organisés cette saison.

### Été 2010
Le début de la saison estivale 2010 réussi à Coline Mattel, qui prend les 9e et 11e places lors des concours d'ouverture de la Coupe Continentale à Bischofsgrün. Elle monte ensuite sur le podium à deux reprises en terminant deuxième derrière Jacqueline Seifriedsberger aux deux concours d'Oberwiesenthal, ce qui lui permet de prendre la troisième place du classement provisoire derrière Sarah Hendrickson et Sara Takanashi.
Entre-temps, Coline Mattel remporte une compétition « FIS » à Pöhla (de), sur un tremplin plus petit, devant Ayumi Watase et Sara Takanashi. Ces cinq concours du 14 au 21 août constituent une « Tournée d'été » que Coline remporte, devant Sara Takanashi et Sarah Hendrickson.
La deuxième partie de cette saison estivale, en Scandinavie, s'annonce très disputée, avec le retour de la championne du monde Lindsey Van, et de la tenante du titre de Coupe Continentale, Daniela Iraschko, présente pour la première fois en été depuis 2007. Coline Mattel se place quatrième le 11 septembre à Lillehammer, et enchaîne ensuite trois places de deuxième derrière Iraschko le 12 septembre à Lillehammer, puis les 18 et 19 septembre à Oslo sur le tout nouveau tremplin de Midtstubakken sur lequel sera disputé l'épreuve féminine des Championnats du monde de saut à ski 2011. En l'absence de Sarah Hendrickson restée aux États-Unis pour suivre ses études, elle occupe dès le 12 septembre la première place du classement provisoire de la Coupe Continentale,. Ne participant pas aux trois derniers concours pour elle aussi suivre son parcours scolaire,, elle termine troisième au classement final de la coupe continentale estivale 2010, ce qui constitue alors son meilleur classement.

### Hiver 2011

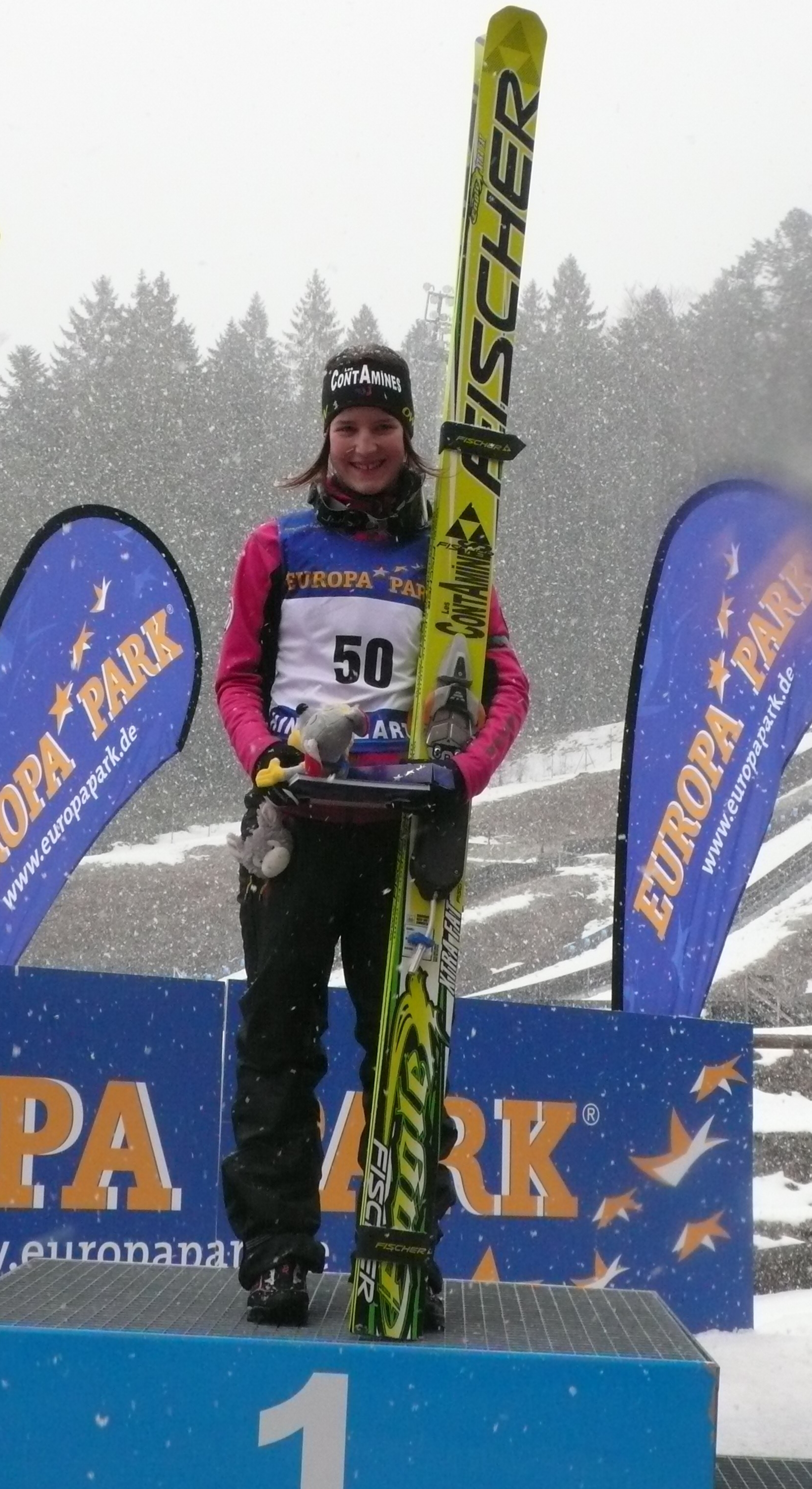
Coline Mattel : victoire à Hinterzarten, pour la deuxième fois de l'hiver.

Après l'impasse sur les deux premiers concours de la coupe continentale féminine de saut à ski 2010-2011 à Rovaniemi pour cause de vie scolaire, Coline Mattel confirme à Vikersund sa place parmi les meilleures sauteuses mondiales avec une place de 4e le 11 décembre, puis une place de deuxième le 12 décembre 2010, derrière l'« imbattable » Iraschko. Lors de ces deux concours, elle place son propre record de France successivement à 113,5 puis 115,0 mètres. Dès ce début de saison, elle prend la 8e place au classement provisoire de la coupe, amélioré à Notodden le 17 décembre avec une 4e place, et surtout le 18 décembre avec sa première victoire en Coupe Continentale, pour se hisser à la 4e place provisoire.

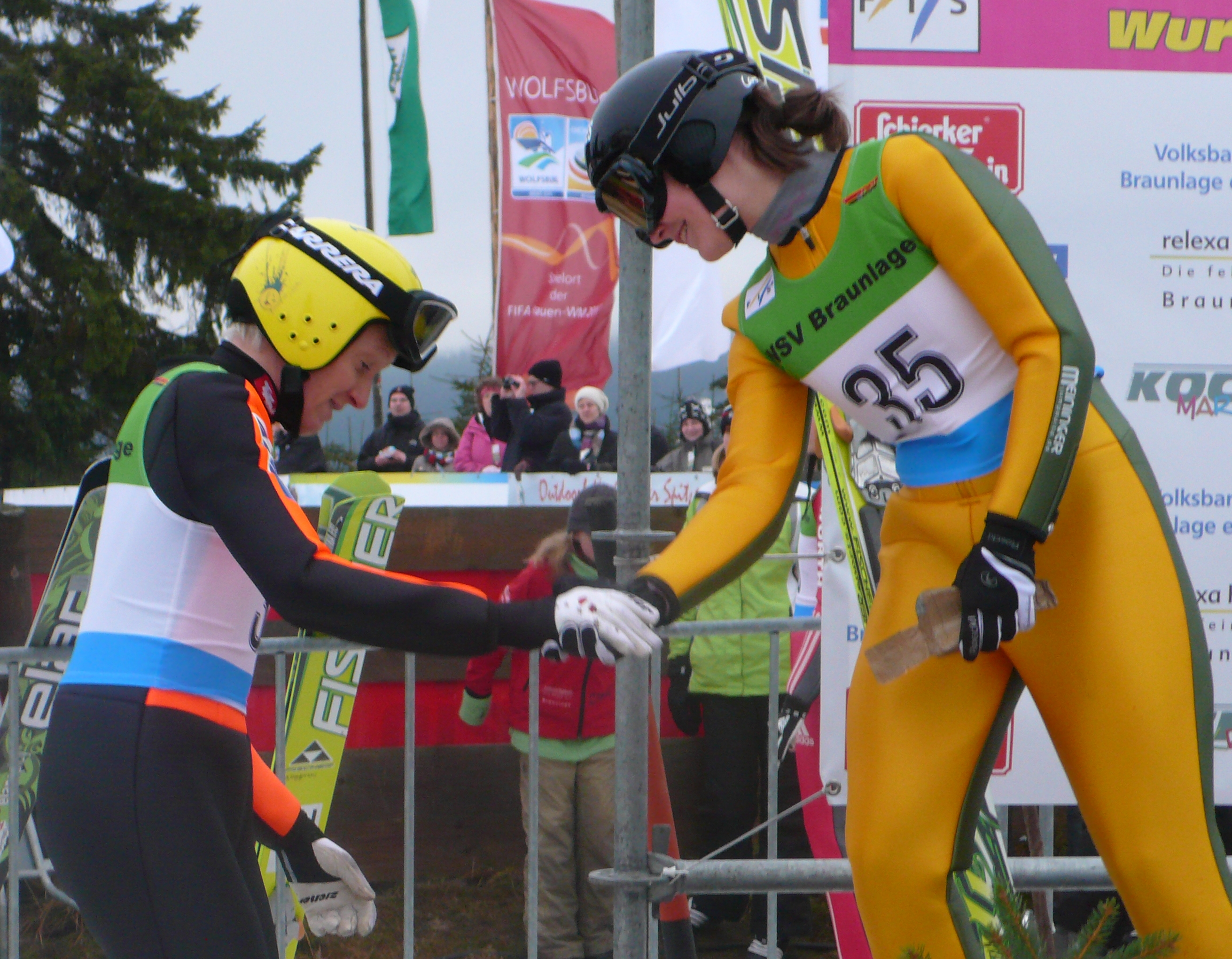
Troisième victoire consécutive de Mattel sur Iraschko à Braunlage le 16 janvier 2011.

Après la pause de fin d'année, la saison se poursuit avec la « FIS-Ladies-Winter-Tournee (de) » ; Coline Mattel se place deuxième à Schonach le 8 janvier 2011 et à Hinterzarten le 12, derrière Daniela Iraschko les deux fois. Ensuite, elle enchaîne trois victoires, à Hinterzarten le 12, puis à Braunlage les 15 et 16 janvier, à chaque fois devant Iraschko qui n'est désormais plus invincible. Le samedi 15 janvier, Coline Mattel a d'ailleurs remporté le concours avec « une avance énorme » de 36,5 points. Elle remporte cette FIS-Ladies-Winter-Tournee avec 1100,3 points, devant Iraschko avec 1076,6 points et Jerome 961,4 points. Dès le 12 janvier, elle occupe la deuxième place de la coupe continentale.
La confrontation entre Coline Mattel et Daniela Iraschko se poursuit à Brotterode, avec la victoire d'Iraschko devant Mattel le 5 février 2011 ; le 6 février, même résultat final entre les deux, mais plus difficilement pour Mattel, qui doit remonter de la cinquième place obtenue à la première manche, derrière Daniela Iraschko, Melanie Faisst, Yūki Itō et Eva Logar. Coline Mattel remporte ensuite les deux compétitions de Zakopane les 12 et 13 février, aidé par une contreperformance d'Iraschko due à une chute à l'entraînement, (cinquième le 12, absente le 13), et malgré la rude concurrence de Sara Takanashi, deuxième les deux fois,.
À l'issue des concours de Zakopane, Coline Mattel annonce qu'elle ne participera pas aux dernières épreuves de coupe continentale à Ramsau am Dachstein ni à Zao ; son total de point restera à 1100, ce qui est suffisant pour que sa deuxième place provisoire devienne définitive, derrière Iraschko elle aussi assurée de garder sa place en tête.

#### Championnat du monde junior 2011
Au Championnat du monde junior d'Otepää le 27 janvier où elle arrivait en grande favorite, après avoir effectué parmi les meilleurs sauts aux entrainements, elle confirme sa forme en prenant la médaille d'or,, malgré une rude concurrence de Špela Rogelj qui remporte l'argent, de Yūki Itō qui prend le bronze, et également de Jacqueline Seifriedsberger (4e), de Evelyn Insam (5e) et de Sara Takanashi (6e) qui la talonnaient au premier saut. Elle est la deuxième à réunir la collection complète en compétition individuelle junior, depuis la création de la compétition masculine en 1979, après Elena Runggaldier en 2010, et première à réunir ces trois médailles de bronze, d'argent et d'or durant trois années consécutives.

#### Championnat du monde 2011
Son parcours en Coupe continentale 2011 et sa médaille d'or en junior placent Coline Mattel comme une des favorites du prochain Championnat du monde du saut à ski féminin d'Oslo,,. Le 25 février, lors d'un concours difficile en raison du vent et du brouillard,, au cours duquel des sauteuses valeureuses et titrées telles que Juliane Seyfarth, Jacqueline Seifriedsberger ou la tenante du titre Lindsey Van ne se qualifient pas pour le deuxième saut, Coline Mattel ne prend que la cinquième place de la première manche ; elle talonne ensuite Iraschko lors de la deuxième manche, pour finalement remporter la médaille de bronze derrière Elena Runggaldier. Grâce à cette médaille, Coline Mattel « rentre dans l'histoire du sport français » en gagnant la toute première médaille de l'histoire du saut à ski français.

### Été 2011

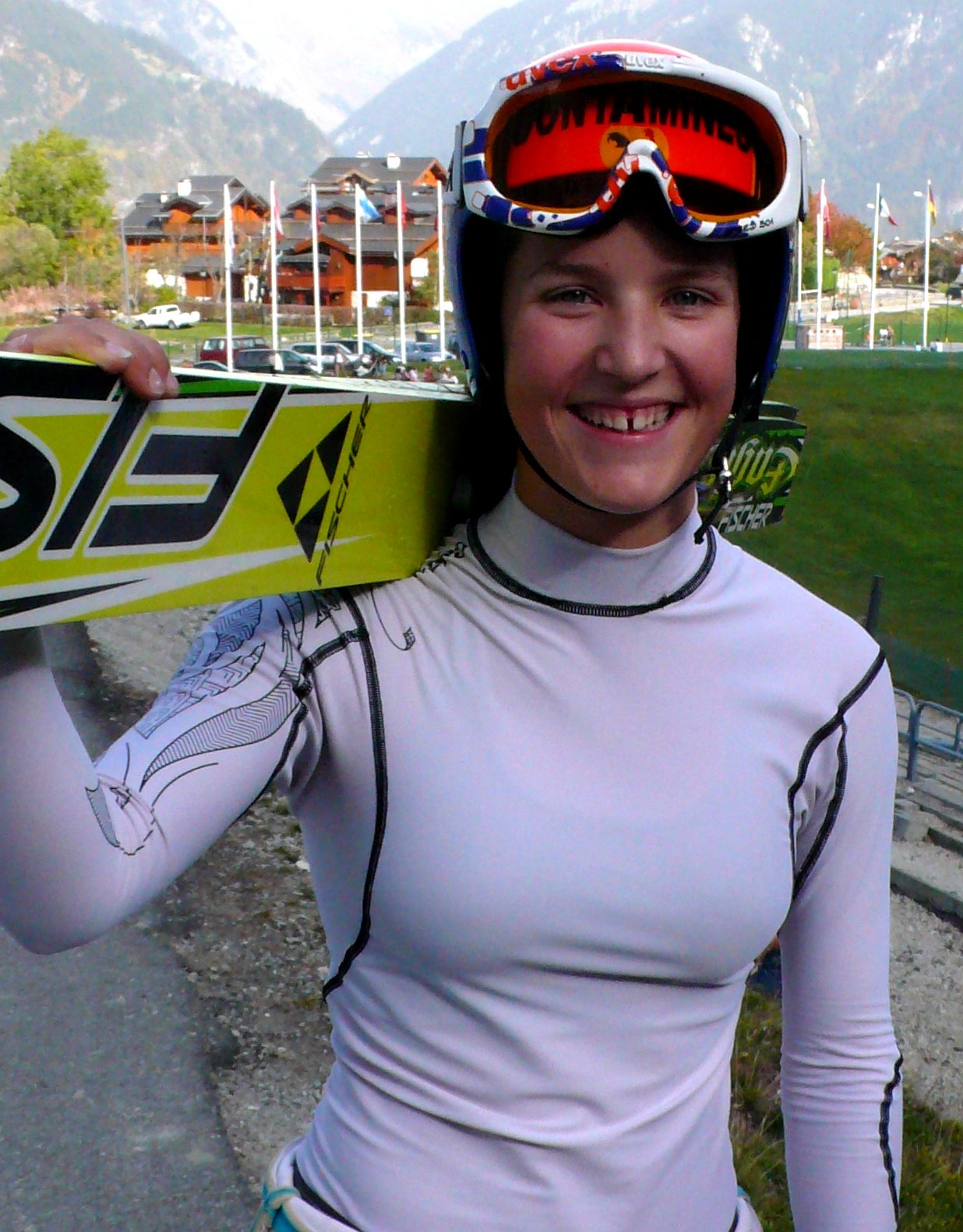
Coline Mattel, été 2010.

Coline Mattel s'impose dès le premier concours à Szczyrk, remportant sa première victoire en Coupe Continentale estivale, devant Sara Takanashi et Maja Vtič qui la devançaient à la première manche.
Après une place de 4e le 22 juillet 2011 à Zakopane, elle gagne ensuite les deux concours des 13 et 14 août à Bischofsgrün, les deux fois devant Sara Takanashi qui prend la deuxième place provisoire derrière Mattel, ; elle prend au passage, avec 70,5 mètres, le record du tremplin d'Ochsenkopf (de) HS71 anciennement détenu par Magdalena Schnurr,.
Ensuite, Coline Mattel n'arrive que sixième du concours d'Oberwiesenthal le 19 août, dans un concours marqué par des conditions de vent difficiles, qui voit les deux autres Françaises Léa Lemare et Julia Clair prendre respectivement la deuxième et la quatrième place, ce qui est alors leurs meilleurs classements. Elle retrouve le podium le lendemain à Oberwiesenthal avec une troisième place, puis de nouveau à Trondheim le 10 septembre avec également une troisième place. Lors de la finale le 11 septembre à Trondheim, Coline Mattel obtient son plus mauvais classement depuis août 2010, avec une neuvième place, à cause d'une chute sans gravité lors du premier saut. Elle remporte malgré tout la Coupe Continentale estivale 2011, acquise dès la veille.

### Hiver 2012
Coline Mattel est dès l'automne 2011 une des principales favorites avec Daniela Iraschko pour le classement général de la première Coupe du monde féminine de saut à ski. La première épreuve se tient à Lillehammer le 3 décembre 2011, Coline Mattel y prend la deuxième place devant Melanie Faisst, et battue par Sarah Hendrickson qui gagne avec une avance de presque 30 points.
À Hinterzarten le 7 janvier 2012, elle prend la 7e place d'un concours réduit à une seule manche pour causes de conditions de vent difficiles, puis le lendemain, elle se place 11e. Elle garde de justesse la deuxième place du classement provisoire de la Coupe du monde, qu'elle perd à Predazzo les 14 et 15 janvier avec des places de 10e puis 9e, dépassée par Daniela Iraschko qui prend la deuxième place (deux fois 2e à Predazzo), et Lindsey Van la troisième (4e puis 6e).
Elle se place ensuite deux fois 4e des épreuves de coupe continentale de Zakopane les 20 et 21 janvier 2012, les deux fois derrière Iraschko, Hendrickson et Ema Klinec, à seulement un demi point derrière Klinec le 21 janvier. Coline Mattel enchaîne ensuite des résultats moins bons, et même ne se qualifiant pas pour la deuxième manche à Hinzenbach le 4 ni le 5 février 2012 (33e puis 39e), ce qui ne lui était plus arrivé depuis l'été 2009. Elle marque quelques points à Ljubno le 11 février (14e) et le 12 (22e). Lors de son premier voyage au Japon, elle se place successivement 5e, 22e et 7e des trois concours de Zao les 3 et 4 mars 2012, et se maintient à la 10e place provisoire de la coupe du monde. Lors de l'épreuve finale à Oslo le 9 mars 2012, Coline prend la 15e place, juste suffisant pour garder la dixième place finale de la coupe du monde, à un point devant Jacqueline Seifriedsberger.

#### Championnat du monde junior 2012
Contrairement à l'année précédente, Coline Mattel n'arrive pas en favorite à Erzurum pour le championnat du monde junior, car trois sauteuses de catégorie junior la devancent au classement de la coupe du monde : Sara Takanashi, Katja Požun, et surtout Sarah Hendrickson qui a une large avance en tête ; de plus, lors des quatre derniers concours Coline Mattel n'a pu faire mieux que 14e à Ljubno, où cinq juniors la devancent. Elle souhaite malgré tout défendre son titre. Le 23 février jour du concours, elle semble capable de gagner une médaille : elle se place 3e de la première manche, derrière Sara Takanashi et Sarah Hendrickson, premières ex æquo, qui termineront respectivement 1re et 2e, et juste devant Carina Vogt qui prendra finalement le bronze. Hélas pour Mattel, son deuxième saut est moins bon (8e de la manche), elle se fait dépasser par Vogt, mais aussi par Evelyn Insam et Špela Rogelj pour terminer 6e. Deux jours plus tard, Coline Mattel participe à la première épreuve féminine par équipe des championnats du monde junior (l'épreuve prévue en 2011 à Otepää ayant été annulée au dernier moment), où elle et ses équipières françaises Julia Clair, Léa Lemare et Caroline Espiau prennent la 5e place.

### Été 2012
Coline Mattel participe au tout premier Grand-Prix féminin le 15 août à Courchevel, sur le tremplin du Praz HS 96 qu'elle connait bien pour s'y entraîner souvent. Elle se place deuxième ex-aequo de la première manche, avec Daniela Iraschko, derrière Alexandra Pretorius, une sauteuse canadienne alors inconnue qui participe à sa première compétition de niveau mondial ; Coline Mattel n'est ensuite que dixième de la deuxième manche, et se fait dépasser par Jacqueline Seifriedsberger (meilleure deuxième manche, troisième au classement final) et Jessica Jerome (quatrième de la manche et au classement final) pour terminer cinquième.
À Hinterzarten le 17 août 2012, Coline Mattel se place septième. Elle ne prend pas part aux deux Grand-Prix d'Almaty, et termine à la 14e place de cette première saison de Grand-Prix féminin.

### Hiver 2013
Après ses résultats en 2012 qu'elle juge décevants en raison d'un manque de discipline, Coline Mattel a pour objectif de cette saison 2013 « de récupérer son titre » de championne du monde junior (à Liberec), de faire au moins aussi bien qu'au championnat du monde 2011 (soit au moins gagner la médaille de bronze au championnat du monde 2013 à Predazzo), et pour la coupe du monde, « d'enchaîner les podiums », et d’atteindre le podium du classement final, ou au moins de faire mieux que sa place de dixième en 2012. Elle ne fait toutefois pas partie des favorites pour cette coupe du monde, bien qu'étant citée comme « étant une concurrente sérieuse pour le classement final ». Son entraîneur Jacques Gaillard pense qu'elle « devrait jouer le top 6 ».
La saison 2013 de coupe du monde commence le 23 novembre 2012 à Lillehammer avec la première coupe du monde par équipe mixte : Coline Mattel est dans l'équipe de France avec Julia Clair, Ronan Lamy-Chappuis et Emmanuel Chedal, ils prennent la neuvième place, échouant à se qualifier pour la deuxième manche. Le lendemain, dans un concours très disputé où huit sauteuses peuvent encore prétendre au podium après le premier saut, Coline Mattel atteint la cinquième place de la première manche puis termine septième. La deuxième étape la coupe du monde se déroule sur le tremplin olympique RusSki Gorki, où se tiendra le concours olympique quatorze mois plus tard ; Mattel fait jeu égal avec Iraschko le 8 décembre avec une place de quatrième ex æquo, puis partage la plus haute marche du podium, de nouveau avec Iraschko, le lendemain, pour sa première victoire. C'est seulement la cinquième sauteuse à remporter une épreuve de coupe du monde de saut à ski, et la deuxième victoire pour le saut à ski français en coupe du monde, après Nicolas Dessum à Sapporo en 1995. Mattel est alors à la quatrième place du classement général de la coupe du monde, derrière Takanashi, Hendrickson et à quatre points derrière Iraschko.
Cinq jours plus tard le 14 décembre, sur le tremplin HS 98 Mattensprunganlage de Ramsau, Mattel est en tête de la première manche, résiste à la remontée d'Iraschko (seulement neuvième du premier saut, finalement troisième), mais se fait dépasser par Takanashi qui gagne avec 2,4 points d'avance ; avec cette deuxième place, et la contre-performance de Sarah Hendrickson seulement septième de ce concours, Coline Mattel prend la deuxième place provisoire du classement général de la coupe du monde.

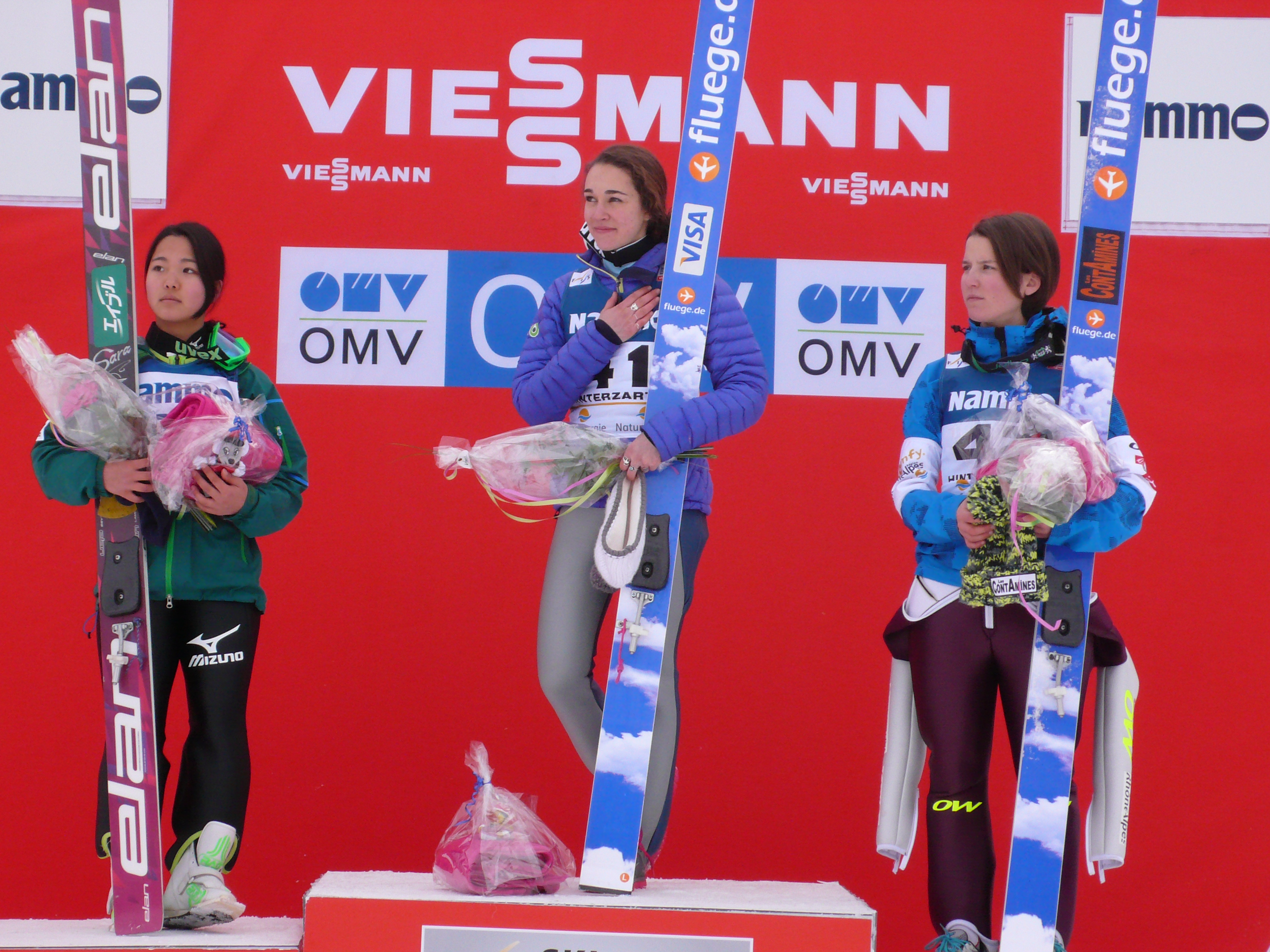
Coline Mattel, troisième à Hinterzarten le 12 janvier 2013.

Le 5 janvier 2013 à Schonach sur le tremplin de Langenwald, Mattel termine à la 12e place (16e de la première manche), ne marque que 22 points, et perd la deuxième place provisoire au profit de Daniela Iraschko. Le lendemain, elle est en tête de la première manche devant Anette Sagen (qui prend le record du tremplin avec 98 mètres) et Insam, puis elle monte sur le podium pour la troisième fois cette saison, troisième derrière Sagen (première victoire en Coupe du monde) et Iraschko, et devant Takanashi et Hendrickson. Sur le tremplin voisin Rothaus d'Hinterzarten le 12 janvier 2013, Mattel est en tête lors de la première manche devant Hendrickson, Takanashi et Sagen, mais malgré un bon deuxième saut, elle ne peut résister à la remontée de Sarah Hendrickson qui gagne devant Sara Takanashi, et fini troisième. Le lendemain, sa place de sixième est suffisante pour rester à la troisième place provisoire de la Coupe, dépassée par Hendrickson, mais devant Iraschko qui s'est blessée le 12 janvier, et sera absente pour le reste de la saison.
À Sapporo le 2 février 2013 dans un concours perturbé par le vent, disputé en une seule manche, Coline Mattel gagne sa deuxième Coupe du monde. Elle marque assez de points pour prendre la deuxième place provisoire de la Coupe à Sarah Hendrickson qui n'a pris que la septième place du concours. Le lendemain 3 février, les conditions de vent sont plus calmes, Mattel est sixième, elle repasse derrière Hendrickson qui elle est sur le podium à la troisième place. Dans le cadre de la préparation pour les prochains Championnat du monde, les sauteuses françaises font l'impasse sur les épreuves de Zao, Coline Mattel se fait alors dépasser au classement par Jacqueline Seifriedsberger qui prend 160 points en faisant deux fois deuxième.
La semaine suivante à Ljubno, les favorites sont Sara Takanashi qui a remporté les derniers concours, Sarah Hendrickson, et Coline Mattel. D'autres sauteuses ont fait l'impasse sur cette étape slovènes, comme Anette Sagen et Jacqueline Seifriedsberger. Les favorites sont sur le podium le samedi 16 et le dimanche 17 février 2013, Mattel est troisième puis deuxième ; elle reprend la troisième place provisoire de la Coupe à Seifriedsberger.
L'épreuve finale de la saison 2013 de Coupe du monde se déroule pour la première fois sur un « gros tremplin », l'Holmenkollbakken d'Oslo, d'un HS de 134 mètres. Mattel prend la 4e place, et améliore son propre record de France avec un saut de 124 mètres, qui ne sera amélioré que le 22 mars 2014 par Julia Clair, également lors d'un concours final, à Planica avec 131,5 mètres.
Coline Mattel termine cette saison 2013 à la 3e place du classement général de la Coupe du Monde.

#### Championnat du monde junior 2013
Lors du Championnat du monde junior de saut à ski le 24 janvier 2013 à Liberec, Coline Mattel est parmi les favorites pour une médaille, avec Sara Takanashi et Sarah Hendrickson ; troisième après la première manche, elle est en position pour gagner une nouvelle médaille, mais comme l'année précédente à Erzurum, son deuxième saut est moins bon (septième de la deuxième manche). Elle prend finalement la quatrième place, devancée par Katja Požun qui regagne une place et finit troisième, Evelyn Insam, et Sara Takanashi qui garde son titre de Championne du Monde junior. Le concours par équipe réussit mieux à Coline Mattel et ses équipières Océane Avocat-Gros, Léa Lemare et Julia Clair : elles sont en deuxième place de la première manche, bénéficiant des disqualifications de la Japonaise Yuka Kobayashi et de l'Allemande Pauline Hessler ; elles conservent cette place de deuxième et remportent la médaille d'argent à 222 points derrière la Slovénie qui remporte la médaille d'or, et devant l'équipe d’Allemagne qui gagne la médaille de bronze. Cette médaille d'argent porte à quatre le total de médailles mondiales en junior de Coline Mattel.

### Hiver 2014

#### Coupe du monde
Elle obtient son premier et seul podium de la saison lors de la septième manche, à Sapporo.

#### Jeux olympiques
Le 11 février 2014 à Sotchi, Coline Mattel remporte la médaille de bronze du premier concours de saut à skis féminin de l'histoire des jeux. Elle devient, à 18 ans (exactement 18 ans et 99 jours), la deuxième Française la plus jeune médaillée aux Jeux olympiques d'hiver. Seule la slalomeuse Danièle Debernard a été plus précoce, médaillée à 17 ans et 205 jours en 1972 à Sapporo.
Lors de ce concours Coline Mattel obtient à chaque manche la meilleure note des juges avec respectivement 56 points au premier saut (devant Daniela Iraschko-Stolz 54 points) et 55 au second (devant Maren Lundby 54,5 points).

### Hiver 2015

#### Championnats du monde
Lors des Championnats du monde, Coline Mattel est 27e de l'épreuve dames disputée sur un petit tremplin. Pour l'épreuve par équipes mixte, elle n'est pas retenue par l'entraîneur français Frédéric Zoz qui lui préfère Julia Clair et Léa Lemare.

## Palmarès

### Jeux olympiques
| Épreuve / Édition | Sotchi 2014 |
| Saut à ski        | Bronze      |

### Championnats du monde
| Épreuve / Édition | Liberec 2009                     | Oslo 2011                        | Val di Fiemme 2013 | Falun 2015 |
| Individuel        | 5e                               | Bronze                           | 4e                 | 27e        |
| Par équipes       | Épreuve inexistante à cette date | Épreuve inexistante à cette date | 5e                 | -          |

### Coupe du monde

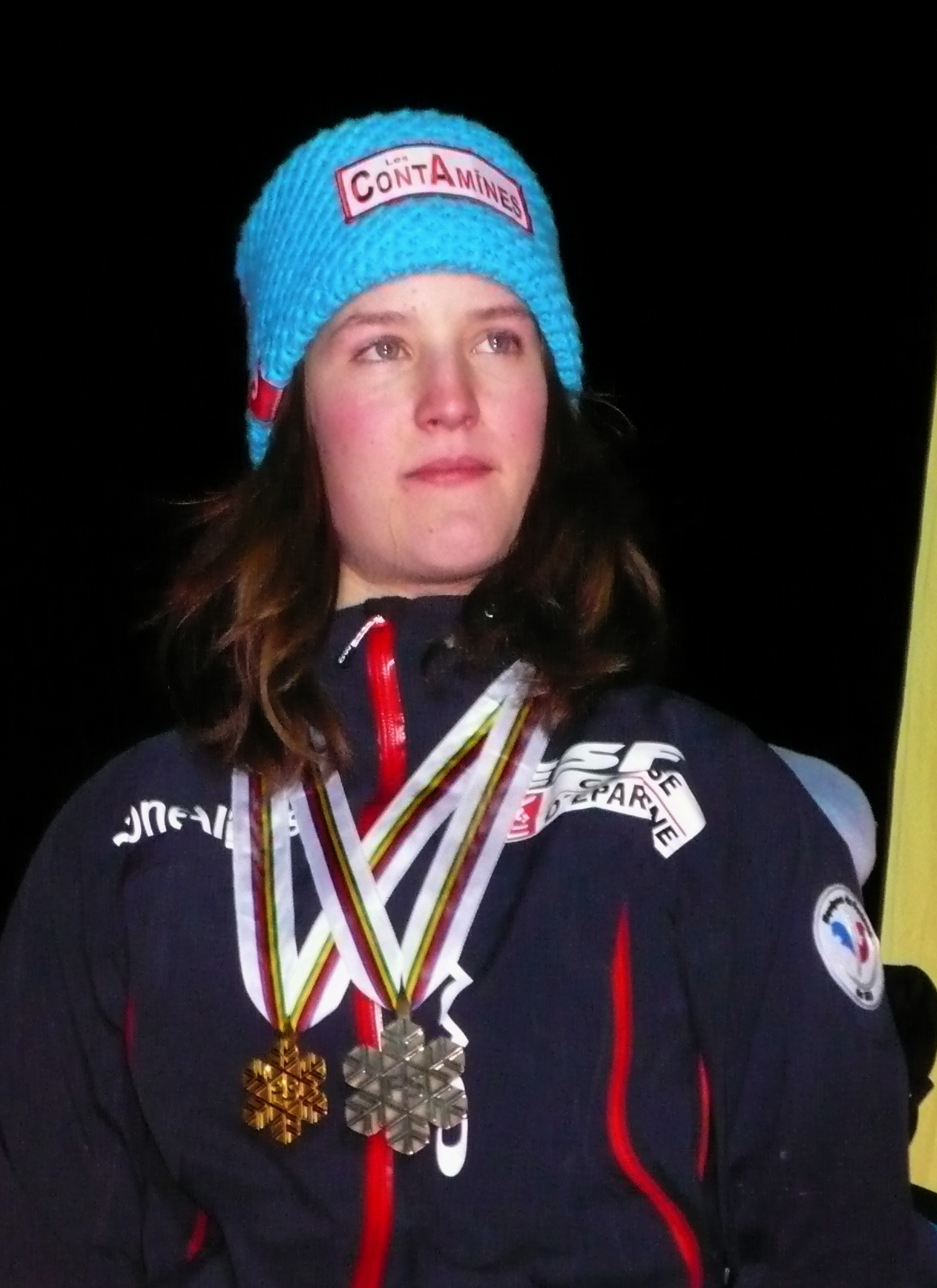
Coline Mattel avec sa médaille d'or d'Otepää et sa médaille de bronze d'Oslo.

- Meilleur classement général : 3e en 2013.
- 9 podiums individuels dont 2 victoires.

#### Classements généraux annuels
| Année | Rang |
| 2012  | 10e  |
| 2013  | 3e   |
| 2014  | 8e   |
| 2015  | 22e  |
| 2016  | 33e  |
| 2017  | 32e  |

#### Victoires par saison
| Année | Lieu            |
| 2012  | Sotchi (Russie) |
| 2013  | Sapporo (Japon) |

### Championnats du monde junior
| Épreuve / Édition                      | Tarvisio 2007                      | Zakopane 2008                      | Štrbské Pleso 2009                 | Hinterzarten 2010                  | Otepää 2011 | Erzurum 2012 | Liberec 2013 | Val di Fiemme 2014 |
| Championnat du monde junior            | 18e                                | 31e                                | Bronze                             | Argent                             | Or          | 6e           | 4e           | Argent             |
| Championnat du monde junior par équipe | Pas d'épreuve féminine par équipes | Pas d'épreuve féminine par équipes | Pas d'épreuve féminine par équipes | Pas d'épreuve féminine par équipes | Annulé      | 5e           | Argent       | Bronze             |

Légende :
- : pas d'épreuve féminine par équipes

### Coupe continentale
- Première participation le 17 février 2007 à Schonach.
- Meilleurs résultats :
  - hiver, six victoires :
    - 1re au concours de Notodden le 18 décembre 2010 ;
    - 1re au concours de Hinterzarten le 12 janvier 2011 ;
    - 1re aux concours de Braunlage les 15 et 16 janvier 2011 ;
    - 1re aux concours de Zakopane les 12 et 13 février 2011.

  - été, trois victoires :
    - 1re au concours de Szczyrk le 19 juillet 2011 ;
    - 1re aux concours de Bischofsgrün les 13 et 14 août 2011.

- Meilleur classement :
  - 2e de la saison hivernale 2010-2011[98], acquis dès le 13 février[99], à quatre concours de la fin de saison.
  - 1re de la saison estivale 2011[100], acquis dès le 10 septembre, à un concours de la fin de saison.

## Décorations
- Chevalier de l'Ordre national du Mérite en 2014[101]

## Photos

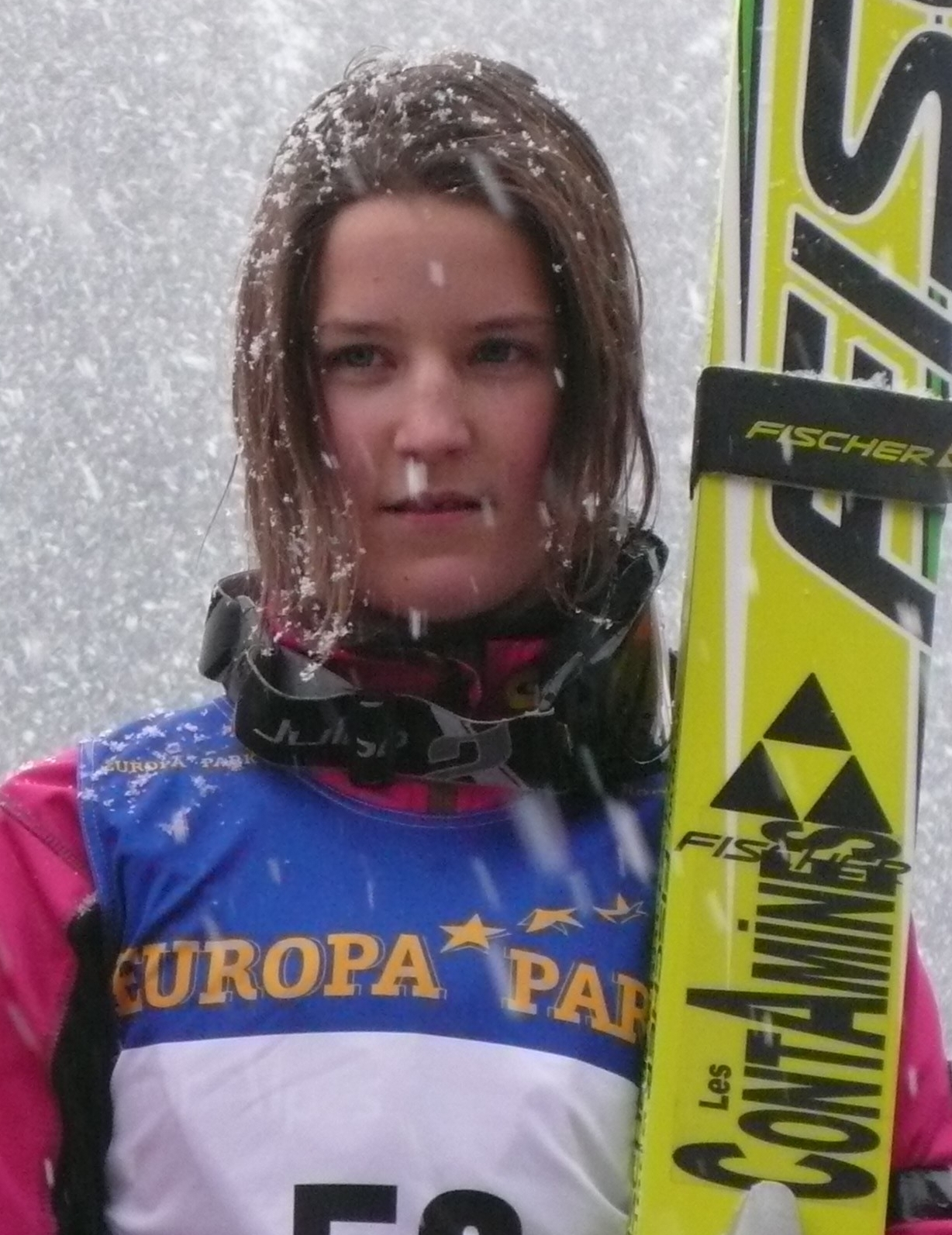
Coline Mattel à Hinterzarten en 2011.
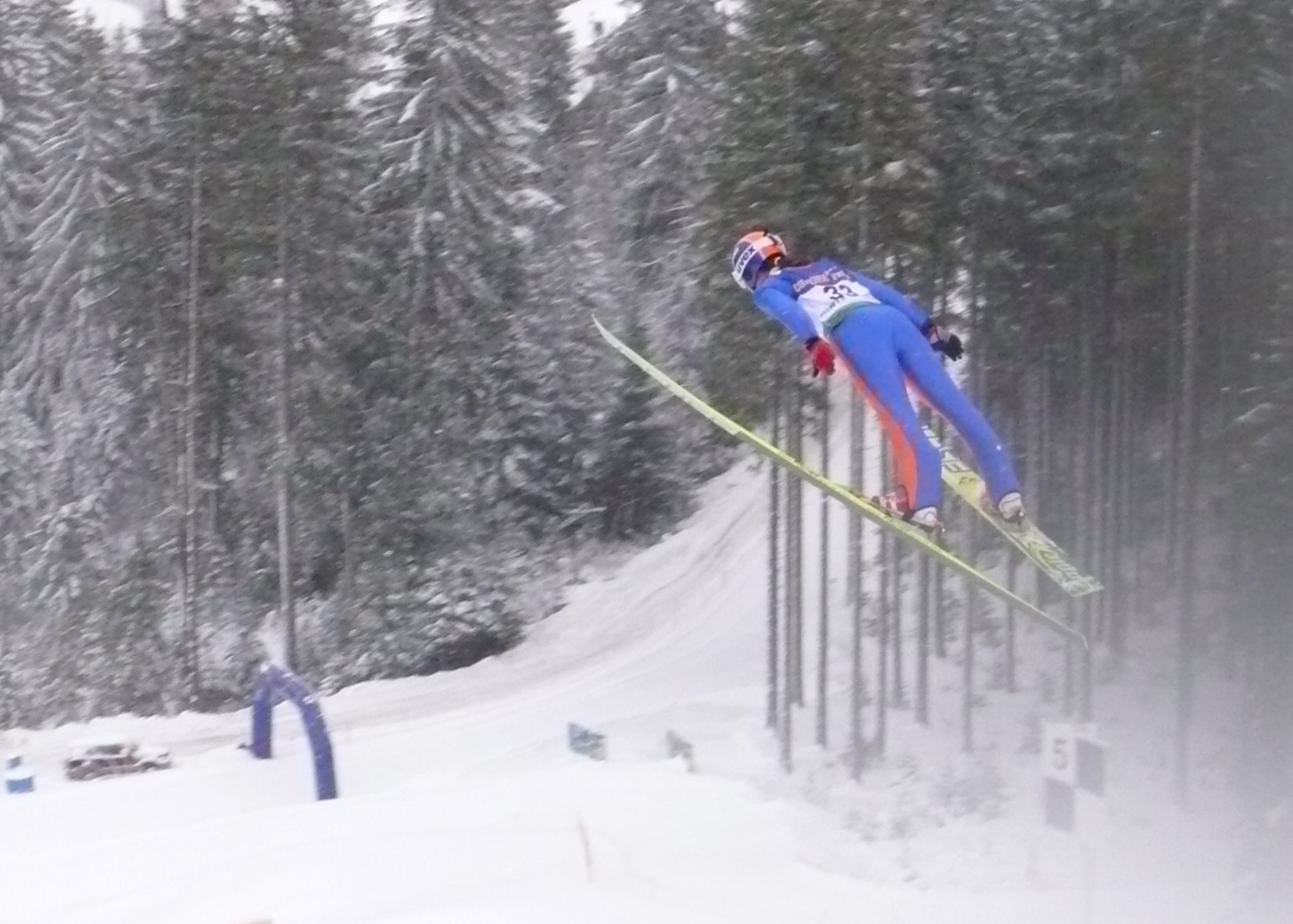
Coline Mattel.
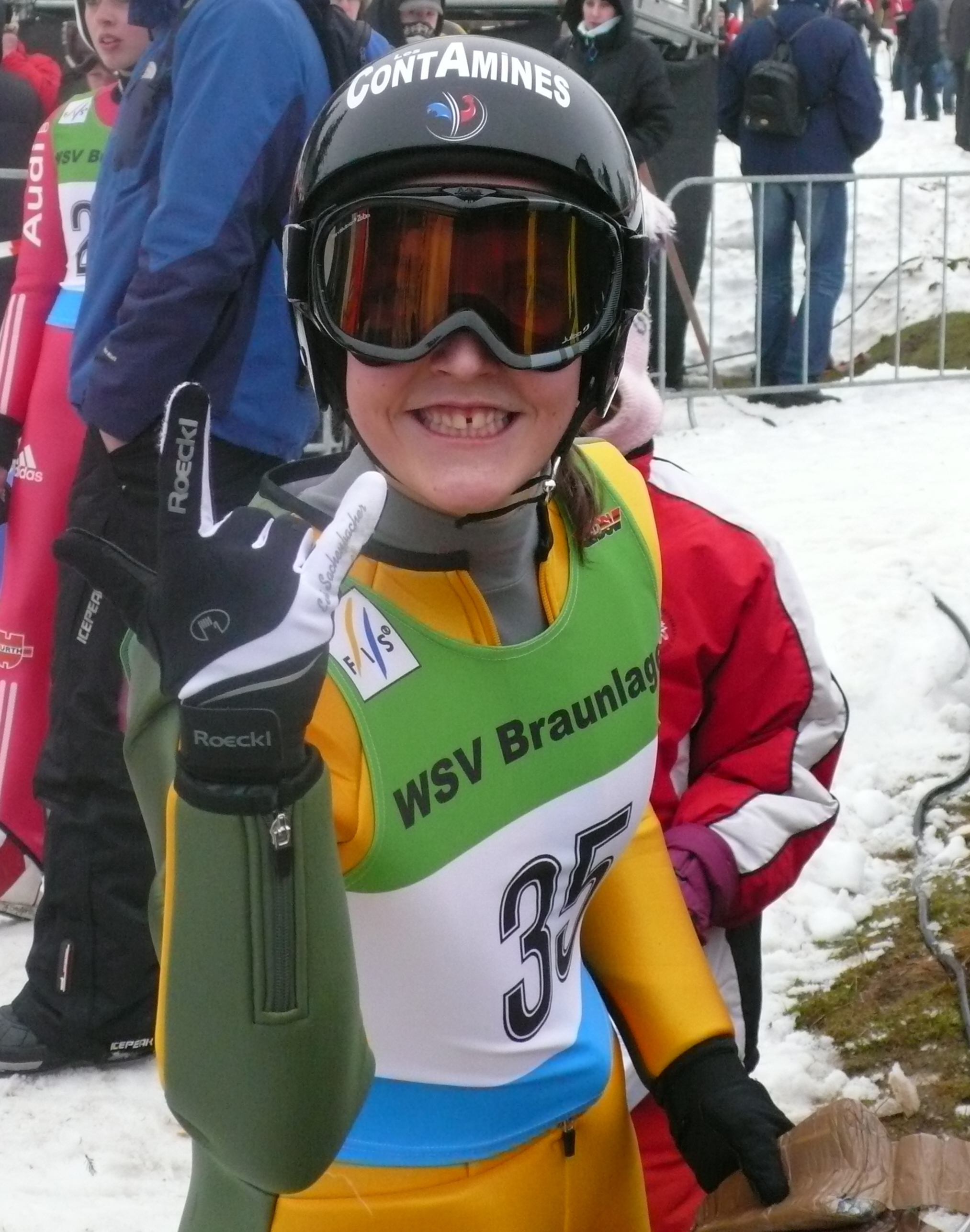
Coline Mattel gagne à Braunlage le 15 janvier 2011.
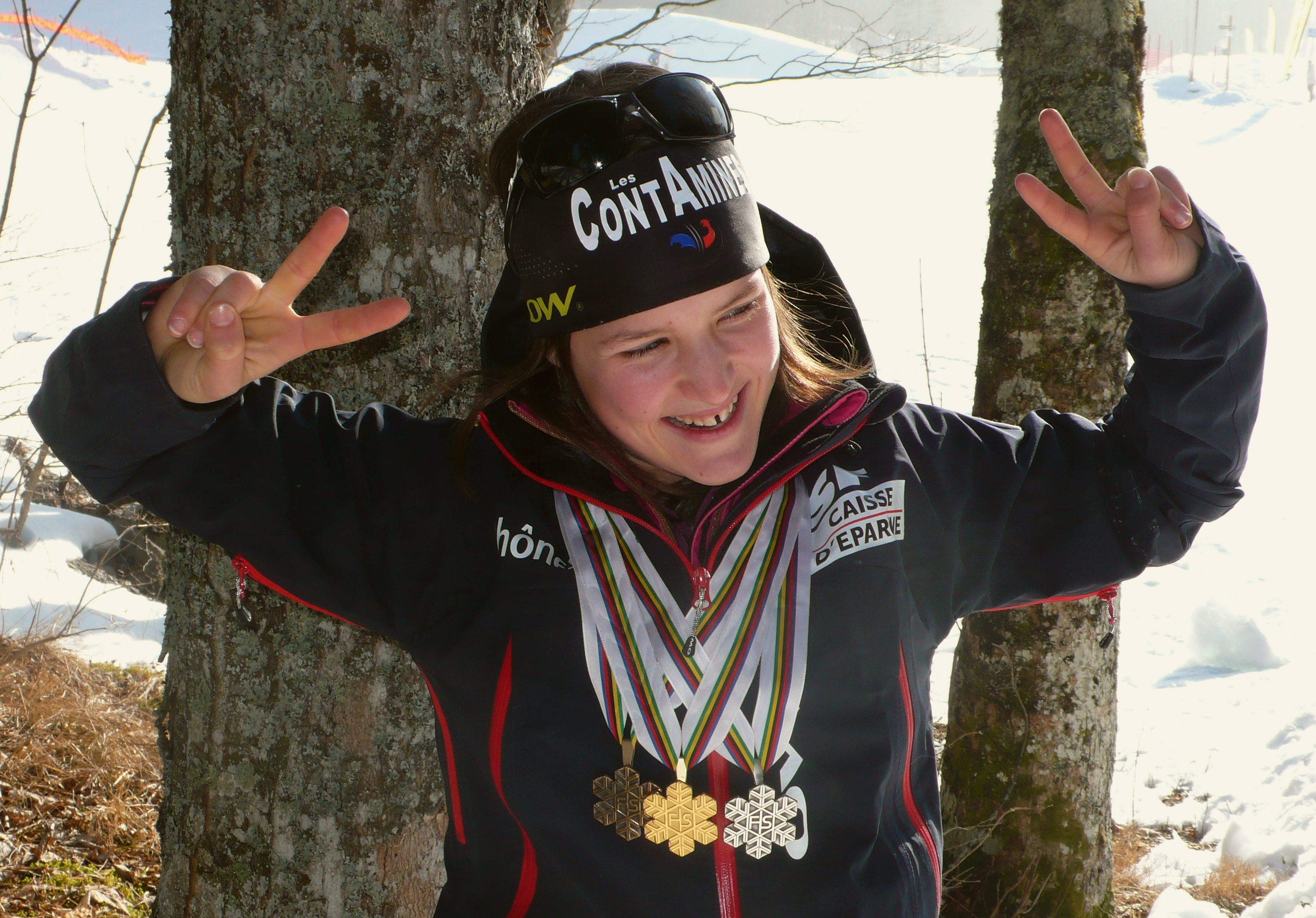
Coline Mattel avec ses trois médailles.
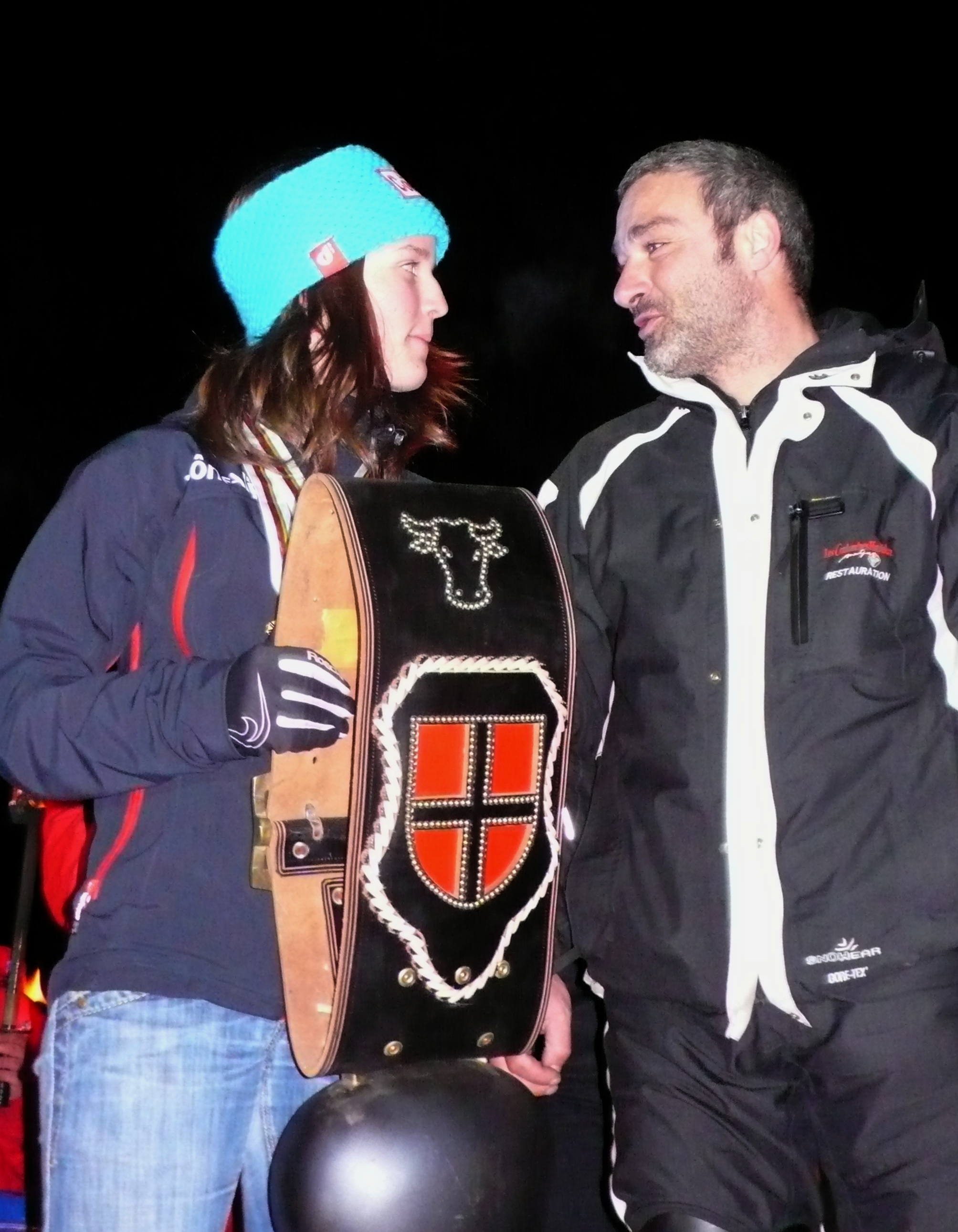
Cadeau de la municipalité des Contamines, remis par Didier Mollard.